# Bases y puntos de partida para la organización política de la República Argentina

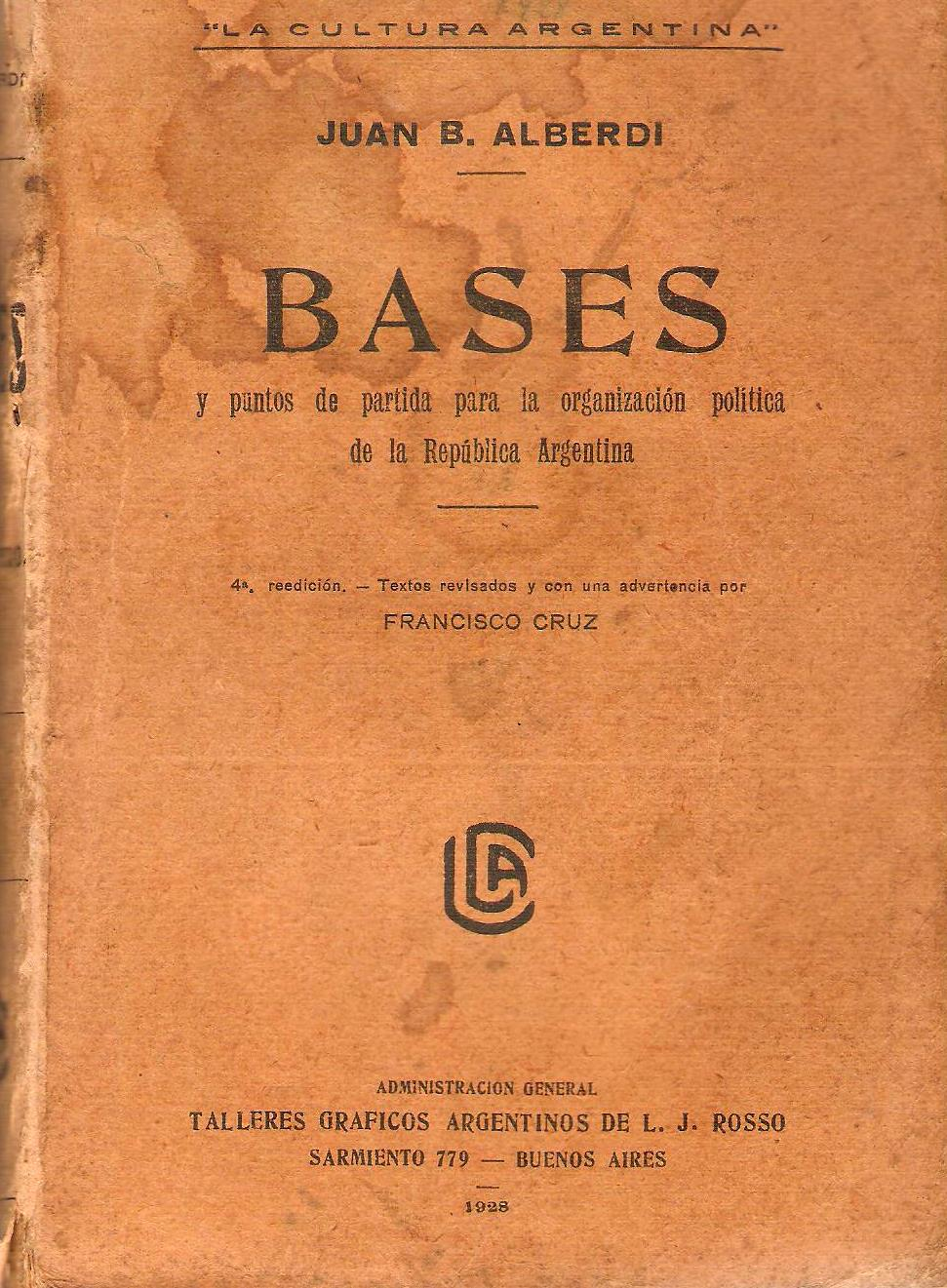
Bases y puntos de partida para la organización política de la República Argentina by Juan Bautista Alberdi. Edición de 1928.

Bases y puntos de partida para la organización política de la República Argentina es un libro que fue publicado por parte del abogado argentino Juan Bautista Alberdi que escribió mientras se encontraba exiliado en Chile, destacando que varios de sus puntos fueron adoptados o incorporados posteriormente en la Constitución Nacional argentina de 1853.

## Contexto histórico de creación de esa obra
Juan Bautista Alberdi, quien no estaba contento o satisfecho con el entonces gobierno de Juan Manuel de Rosas, se había exiliado en Francia, pero en 1843 terminó decidiendo regresar a América del Sur.
Aunque él mismo no terminó regresando a la propia Argentina, donde el propio Rosas aún estaba en el poder gobernando la provincia de Buenos Aires por segunda vez desde el 29 de diciembre de 1835, así como tampoco se mudó a la capital uruguaya de Montevideo, donde estaba teniendo lugar la localmente denominada Guerra Grande. Como resultado de ambas situaciones, el propio Alberdi se mudó a Chile en lugar de a cualquiera de los dos países antes mencionados.
Rosas terminó siendo finalmente derrocado por parte el 3 de febrero de 1852 en la batalla de Caseros por parte de las fuerzas militares del entonces gobernador entrerriano Justo José de Urquiza, quien por su propia parte quería que el país se comenzase a organizar política y administrativamente a partir de la sanción o promulgación de una nueva constitución nacional que fuese del tipo federal, a lo cual el mismo Rosas se había estado negando,[cita requerida] habiendo llegado incluso a decir o a sostener al respecto que una hasta ese entonces eventual o hipotética nueva carta magna no era otra cosa más que un mero “cuadernito”.[cita requerida]
Alberdi se terminó quedando en Chile, país donde él comenzó a escribir su aclamado libro las "Bases...", con el propósito de poder mantenerse a una distancia prudente del importante revuelo político local que había terminado causando la caída o el derrocamiento de Rosas a partir de la derrota militar que había sufrido este último en particular, para de esa manera poder proponer algunas ideas personales que tenía en mente para la sanción de una entonces nueva Constitución. Finalmente en mayo de 1852 el libro fue editado en la imprenta de El Mercurio de Valparaíso y que lo haría saltar a la fama. 
Él apoyaba el federalismo (aunque en definitiva de un tipo relativamente atenuado o moderado) y en la finalización del hasta ese entonces estricto monopolio aduanero del cual había llegado a disfrutar el propio puerto de la ciudad de Buenos Aires (la cual hasta 1880 seguiría siendo la propia capital del territorio bonaerense).
Cuándo se enteró acerca de la firma del denominado Acuerdo de San Nicolás, entonces le envió una copia de las de las “Bases” a Urquiza, quien la recibió de buena gana.
En ese orden de cosas, ese libro en particular tuvo una inmediata y bastante importante repercusión.

## Enlace autor
- Wikisource contiene obras originales de o sobre Bases y puntos de partida para la organización política de la República Argentina.

- Datos: Q2886752